# グラディウス リバース
『グラディウス リバース』 (GRADIUS ReBirth) は、かってWiiウェアとして2008年9月2日より配信していた、コナミデジタルエンタテインメントの横スクロールシューティングゲームで、グラディウスシリーズの1つである。

## 概要
ストーリーは『グラディウス2』の2年前が舞台で、MSX版『沙羅曼蛇』、『ゴーファーの野望 エピソードII』を含めた3作品のビギニングに位置する展開となっている。パイロットの「ジェイムス・バートン」、彼をサポートする「ヴェノム博士」など『グラディウス2』と共通の人物も登場する。
画面には3Dによる描画ではなく、ドット絵の質感を持つ2Dによるグラフィックやアニメーションを使用、BGMにはアーケード版で使用されていたYM2151を音源に使用し、編曲も旧作の曲風に似せて行われているなど、ビジュアル面では80年代のアーケード版を思い起こさせるレトロな雰囲気の再現が一貫して行われている。
敵キャラクターやステージ中の地形・ギミック、効果音など、枚挙に暇の無いほどの多くの箇所で過去のシリーズ作品や古いコナミ製ゲームからの引用が行われ、全編通して“小ネタ”の効いた構成となっている。使用されているBGMも全曲、過去作からのアレンジ曲であり、ファミリーコンピュータ、およびゲームボーイ、MSXなどの家庭用作品が初出である曲が多く採用されている。
一方で、シューティングゲームやグラディウスシリーズの初心者に対する配慮も十分に見られる。ゲーム内マニュアルは非常に丁寧で、単なる操作説明にとどまらず、攻略のヒントなどが多数盛り込まれている。難易度選択で低い難易度を選んだ際の救済要素はシリーズ一多い。シリーズ恒例となるコナミコマンドの裏技も搭載されている。
本作はディレクター兼グラフィック担当の三崎真人によると、ゲームボーイ版『ネメシス』のリメイクであるという。実際に敵キャラクターのデザインやステージ数などに共通点が見られる。

## ゲームモード

### ノーマルモード
一度到達した周回数・ステージ・復活地点からスタート場所を任意に選んでプレイを始めることができるモードで、ゲーム開始時と各周クリア後にはストーリーデモが流れる。
ちなみに、1、2周目はヴェノム博士とジェイムスによる次周へのネタ会話が行われるが、3周目クリアで『グラディウス2』のストーリーと関係した、今作の真の結末が明かされる。
周回数は3周目までしか用意されておらず、3周目をクリアするとゲーム終了となる。但し難易度がVERY EASYとEASYの場合は1周目で終了となる。

### スコアアタックモード
1周目1面からゲームをスタートし、ゲームオーバーになった時点でのスコアを競う。ストーリーデモは流れず、4周目以降の周回数にも進むことができる。一方、難易度VERY EASYとEASYはノーマルモードと同様に1周で終了するため、高い得点効率や残機潰しによるスコア稼ぎが求められる。
スコアを本体に保存する「LOCAL RANKING」と、ニンテンドーWi-Fiコネクションに接続してスコアを送信するインターネットランキング「Wi-Fi RANKING」がある。LOCAL RANKINGで1位になるとゲームオーバー後にWi-Fiコネクションへ接続するか問い合わせがあり、ハイスコアが送信される。
リプレイの記録もゲームオーバー後に行うことができる。最大10個もしくは合計で4096ブロック（Wii本体メモリの1ブロックとは単位が異なる）を超えない範囲で保存が可能である。
シリーズにおける上級ユーザの指標である1000万点については、すでに達成されている。最初に達成されたのは配信から約10日後で、装備はBタイプである。

### オプションモード
- ゲーム難易度の設定
  - VERY EASY - 敵が弾を撃たない
  - EASY - 敵の弾を破壊可能
  - NORMAL
  - HARD - 2周目相当の難易度でスタート
  - VERY HARD - 3周目相当の難易度でスタート
- スタート時の残機数・エクステンドの設定
- 音のバランス（BGM/SE）の変更・ゲーム中のBGMを聞くサウンドテスト
- コントローラのキー設定・オート連射設定
- スコアアタックモードで使うスコアネームのデフォルト名の設定
- 画面調整（ゲーム画面の高さ・幅・位置、スコア・残機とパワーアップメーターは縦位置を調整可能）

## パワーアップ
シリーズ作品のシステムを踏襲しているのでパワーアップシステムの解説については割愛。ただMSX系の流れからミサイル、ダブル、レーザーで2段階パワーアップを採用している。
ゲームスタート時、複数のパワーアップゲージ構成から1種類を選択する (POWER METER SELECT)。SHIELD装備はグラディウスⅡ以降に実装されたSHIELDとFORCEFIELDの個別選択は出来ず、TYPEにより装備が固定されている。なおゲーム初期はタイプAからCまでの3種類しか選べないが、ゲームを進めていくにつれ一定条件を満たすと選択できる装備の種類が増えていく。
また使用する機体も、初期のタイプAからCはグラディウスで活躍した超時空戦闘機ビックバイパーに対して、追加されるパワーアップで使用される機体はストーリー上2年後の続編となるMSX版グラディウス2で活躍する超時空戦闘機メタリオンの試作機「スペース・ファイター」で、ゲームを進めるうちに新型機の開発も進むといった、軽いストーリー仕立てになっている。
パワーアップ時の音声はAC版グラディウスIIIのものをそのまま使用している。そのため、OptionのときはMultipleと発声している。
| タイプ | 名称       | カプセル数1    | カプセル数2      | カプセル数3    | カプセル数4      | カプセル数5         | カプセル数6        |
| ------ | ---------- | -------------- | ---------------- | -------------- | ---------------- | ------------------- | ------------------ |
| A      | 万能型     | スピードアップ | ミサイル         | ダブル         | レーザー         | オプション(最大4個) | シールド           |
| B      | 広範囲攻撃 | スピードアップ | 2-WAYミサイル    | テイルガン     | リップルレーザー | オプション(最大4個) | フォースフィールド |
| C      | 攻撃力重視 | スピードアップ | スプレッドボム   | ヴァーティカル | ツインレーザー   | オプション(最大4個) | シールド           |
| D      | 試作型     | スピードアップ | ナパームミサイル | ダブル         | アップレーザー   | オプション(最大2個) | シールド           |
| E      | 初心者向け | スピードアップ | 2-WAYミサイル    | V-ショット     | ベクトルレーザー | オプション(最大4個) | フォースフィールド |

TYPE-A (万能型)
アーケード初代から使用出来る伝統的な装備構成で、あらゆる局面に対応出来る万能型。LASERを利用できるため前方の殲滅力は高いが装備の射撃方向の関係上、真上が弱点となる。
TYPE-B (広範囲攻撃)
アーケードのグラディウスⅡから実装された、上下にMISSILEを射出できる広範囲攻撃型。TAIL GUNも装備出来るので上下左右の全方向に攻撃が可能。貫通力を持つ武器を装備していないため、攻撃力はやや弱い。
TYPE-C (攻撃力重視)
スーパーファミコン版グラディウスⅢの装備をアレンジした、攻撃力が高めの強襲型。対ボス戦闘の攻撃力及び局所的な殲滅力は高いが、TWIN LASERが貫通力を持たないため、ザコとの戦闘は手数勝負になる。
TYPE-D (試作型)
MSX版グラディウス２の装備構成を蹈襲した、癖のある試作型機体。UP LASERの2段階目は画面上部の敵を一掃できるレベルで、さらにNAPALM MISSILEにより画面下も殲滅力が高いが、前方への攻撃力が高い射撃が一切利用できない。本作ではパワーアップゲージの拡張が出来ないため、LASERとの併用も出来なくなっている。さらに本機体のみ、OPTIONの最大装備数が2とMSX版の内容に準拠した大幅な制限が存在する。最初から選択できず、ある条件をクリアするとヴェノム博士のデモと共に開放される。
TYPE-E (初心者向け)
初心者向けとはなっているが、TYPE-D同様最初からは利用できず、ある条件をクリアして開放させる機体。上下に展開し前進する2WAY MISSILEと本作唯一の敵と地形を貫通し攻撃力が高いVECTOR LASERにより道中の突破力は最強。一見隙が無いように見えるが、DOUBLE装備が真上・真下にしか射撃出来ないかなり癖のある射撃武器となっており、さらに道中ではVECTOR LASERでは破壊できないオブジェクトも存在する事から、フルパワーアップ後には慎重に装備選択を行う必要があり、オプションの位置取りも熟練の腕が必要なある意味トリッキーな機体である。なお、2WAY MISSILE、VECTOR LASER、FORCE FIELDを装備した姿は他社の横スクロールシューティングゲームの装備構成に類似している。

### スピードアップ系
SPEED UP (スピードアップ)
自機の移動速度が上がる。最大5段階まで加速可能。一度パワーアップするとミスするまで移動速度を下げることは出来ない。

### ミサイル系
ショットと別の攻撃武器で、自機の下、あるいは上に投下する。2段階パワーアップが可能で、2段階目には射出速度と威力が上がる。
MISSILE(ノーマルミサイル)
前方斜め下にミサイルを発射、接地後地面に沿って前進する。壁や急な斜面は登れない。
2WAY MISSILE(2ウェイミサイル)
前方上下に1発ずつミサイルを発射する。TYPE-Bのものは初出のグラディウスⅡの特性通り、着弾後その場で消滅する。TYPE-Eのものは前方上下に1発ずつミサイルを発射、接地後地面に沿って前進する。但し壁や急な斜面は登れない。
SPREAD BOMB(スプレッドボム)
前方斜め下に放物線軌道で爆弾を投下、着弾後に爆風が発生。周辺の敵を巻き込む上に高威力。しかし爆風により敵弾などが見え難くなる。初出のグラディウスⅡの装備とはやや爆風範囲が小さい。
NAPALM MISSILE(ナパームミサイル)
敵に当たると敵に当たり判定を持つ爆風がしばらくその場に留まり、一発でスクランブルハッチや編隊をまとめて破壊することができる。スプレッドボムとは異なり、軌道は空中・対地形ともにノーマルミサイルと同じで敵に当たるまで前進し、着地だけでは爆発しない。なお、本作では火炎・恒星面が存在しない為、爆風が無効化されるケースは存在しない。

### ダブル系
2方向へショットを放つ。2段階パワーアップが可能で、パワーアップするとショットが若干大きくなる上にショット数が多くなる。AC版やMSX版と違い、射撃した方向のショットが消えた瞬間次のショットが撃てるようになっているため、連射性は確保されている。LASER系装備とは併用できない。
DOUBLE(ダブル)
前方と前方斜め上45度（⊿）にノーマルショットを撃つ。
TAIL GUN(テイルガン)
前方と後方（- -）にノーマルショットを撃つ。
VERTICAL(ヴァーティカル)
前方と真上(L)にノーマルショットを撃つ。
V-SHOT(V-ショット)
真上と真下(|)にノーマルショットを撃つ。前方に弾が発射されないが、TYPE-Eの場合エクストラステージの壁を壊せるのがノーマルショットとこの装備だけのため、エクストラステージを選択する場合には必然的に本装備でパワーアップする必要がある。

### レーザー系
破壊力・貫通性のあるレーザー。主に前方へ強力なショットを放つ。2段階パワーアップが可能で、パワーアップすると大体の装備において攻撃範囲が広くなる。DOUBLE系装備とは併用できない。
LASER(ノーマルレーザー)
前方にザコを貫通する直線状のレーザーを発射。ボタンを押している間しばらく伸び続け、射線が自機のY軸移動に連動する。第1段階では細いラインで音はMSX版のものが使われるが、第2段階になると沙羅曼蛇やグラディウスⅢの装備にある太い螺旋状のレーザー(CYCLONE LASER)となり、音もアーケード版グラディウスのものに変化する。
RIPPLE LASER(リップルレーザー)
前方にリング状のレーザーを発射。貫通性は無い。遠くに行くほどリングの幅が広がる。第2段階になると第1段階よりも画面右のリングの幅の広がりが大きくなる。
TWIN LASER(ツインレーザー)
前方に2本の短いレーザーを発射。貫通性は無い。上下各々の当たり判定は共通で、実際は大型の強化ショットを発射しているのに近い。第1段階では「＝」型の2本。第2段階は「≡」型の3本が発射される。
UP LASER(アップレーザー)
ノーマルショットと共に、ザコを貫通する水平向きのレーザーが垂直上方に射出される。速度は遅い。第1段階では自機と同じ程度の固定長、第2段階ではRIPPLE LASERの様に射出後に前後に伸びていくようになるが、地形に食われて止まりやすい。なお、本装備が初出となるMSX版グラディウス２では本装備とLASERとの併用が可能だったが、本作のメタリオンは試作型の扱いとなっており、さらにパワーアップゲージを拡張することも出来ないため、この装備でパワーアップした時の前方射撃はノーマルショットに固定されてしまう。（但し、MSX版と違いショットが消えれば直ぐに次のショットが撃てる為、連射性は確保されている）
VECTOR (ベクトルレーザー)
前方に扇形の固定された大きさのレーザーを発射。敵と地形を貫通することができる。第2段階になると第1段階よりも範囲が広くなる。2面の増殖する細胞壁やエクストラステージの壊せる壁は破壊できない。

### オプション系
OPTION(オプション)
自機の軌跡をたどり追いかけてくる。自機が停止するとその場で停止。TYPE-A～CとEは4個まで装備できるが、TYPE-Dのみ原典のMSX版同様2個までしか装備できない。

### ?（シールド）系
敵及び敵弾を防ぐ装備で、個々のシールドについて当たり判定が独立している。また地形および地形判定を持つ障害物に対しては防御能力を持たない。耐久力が残り1発となるとグラフィックが赤色に変化する。
SHIELD(シールド)
自機の前方のみ防御可能なシールドユニットを2個設置。防御能力が通常弾16発分と高い。TYPE-A,C,Dで利用可能。
FORCE FIELD(フォースフィールド)
自機全体を包み込むバリアが発生して全方位を防ぐが、耐久性が通常弾3発分と少ない。TYPE-B,Eで利用可能。

## ステージ紹介
| 面 | 内容     | 解説 | 中ボス                                                                          | ボス                 |
| -- | -------- | --- | ------------------------------------------------------------------------------- | -------------------- |
| 1  | 火山     | 火山が点々としている洞窟を進んでいく。ステージ冒頭に登場する2機1組の敵の破壊する順番により展開が3通りに変化する。 | どちらか一方のみ出現 ・活火山 ・ゴドレイ（最初の1体）＋アイアンメイデン（多数） | ビッグコア・デュオ   |
| 2  | 細胞     | 有機的な細胞で満たされたステージ。次々と増殖していく細胞が障害物となる。ボスは触手を使った攻撃をしてくる。ボーナスステージへのワープが存在する。 | ザブ                                                                            | クロウラー           |
| 3  | モアイ   | モアイ型砲台が各地に大量に配置されている上下任意無限スクロールステージ。中ボスは自機を取り囲むように飛行する複数のモアイが迫ってくる。ボスは背景の巨大モアイのコアがレーザーや画面内を反射、モアイを生み出すなどの攻撃をしてくる。                                                                      | （飛行型モアイ）                                                                | モアイ・オーブ       |
| 4  | 砂漠と骨 | 一面の砂漠地帯の各所に巨大な骨が埋められたステージ。巨大な骨格は破壊すると撃ち返し弾となる。後半は地面から飛び出す大型の虫が地形を作り出す。ボスは1面に登場するビッグコアの強化型。ボーナスステージへのワープが存在する。                                                                               | （恐竜の頭蓋骨）                                                                | ビッグコア・デュオ   |
| 5  | 要塞     | 狭い地形に多くのハッチと砲台が設置された要塞ステージ。終盤では、6つの機械が陣形を変えながら作り出す電流が障害物となる。 | （エニグマ型中間要塞）                                                          | バイオコンピューター |
| ex | ボーナス | 破壊可能な壁で埋め尽くされたステージ。破壊可能な壁の中からは黄色の得点カプセルや緑色の1upカプセルが出現する。ダブルなど上部へ攻撃する武器がないと先に進めない。 ボーナスステージ終了後は次のステージに進む。また、ボーナスステージ内でミスした場合もプレイヤーを1機失った上で次のステージに飛ばされる。 | なし                                                                            | なし                 |

2周目以降では地形や敵配置が変化（3周目まで変化し、以降は1-3周目をループ）し、特定の敵を破壊することで撃ち返し弾が現周回数-1回分の弾数だけ発射される。

## 音楽
音楽は「さんたるる」こと並木学が担当している。前述の通り、全ての曲が過去のグラディウスシリーズのBGMを基にしたアレンジ曲である。
アーケード版グラディウスシリーズで使用されていたFM音源のYM2151とPCM音源を使用。
音色もアーケード版の「グラディウスII -GOFERの野望-」と「グラディウスIII -伝説から神話へ-」の音色データを使用し、FM音源5〜8声＋PCM音源2声という枠でアレンジされている。
下記以外にも諸事情によりゲーム中で使用されなかったアレンジ曲があり、それらはオリジナルサウンドトラックにボーナストラックとして収録されている。
| 使用場面                               | BGM・原曲                    | 原曲出典                                        | 原曲出典場面                       |
| -------------------------------------- | ---------------------------- | ----------------------------------------------- | ---------------------------------- |
| 物語デモ1                              | The Universe of Blackness    | MSX「ゴーファーの野望 エピソードII」            | プロローグ0                        |
| 物語デモ2                              | Odysseus                     | MSX「沙羅曼蛇」                                 | エクストラデモ／炎の予言           |
| セレクト                               | Majesty                      | ゲームボーイ版「ネメシスII」                    | 武器セレクト                       |
| 出撃デモ 生還デモ                      | Historic Soldier             | MSX版「グラディウス」 （※AC版「グラディウス」） | オープニング （※ネームエントリー） |
| 空中戦                                 | The Position Light           | MSX「ゴーファーの野望 エピソードII」            | 空中戦                             |
| 1面(火山)                              | Heavy Blow                   | ファミコン版「グラディウスII」                  | 3面前半（火山地帯）                |
| 2面(細胞)                              | Moonspin (Last Exit)         | MSX版「グラディウス2」                          | 14面（ヴェノム艦）                 |
| 3面(モアイ)                            | The Ruin                     | ゲームボーイ版「ネメシスII」                    | 1面前半（遺跡地帯）                |
| 4面(骨)                                | Something Ghostly            | ファミコン版「グラディウスII」                  | 7面（細胞）                        |
| 5面(要塞)                              | Departure Again              | MSX版「沙羅曼蛇」                               | エンディング（バッドエンド）       |
| ボス前哨戦                             | Aircraft Carrier             | AC版「グラディウス」                            | ボス（ビッグコア）                 |
| ボス戦                                 | Last Evil                    | ゲームボーイ版「ネメシスII」                    | 6面 最終ボス                       |
| エクストラ                             | Extra Stage                  | MSX版「グラディウス」                           | エクストラステージ                 |
| オープニング ランキング スタッフロール | GRADIUS ReBirth Opening Demo | AC版「グラディウス」 （GRADIUS Spare BGM）      | 未使用曲                           |
| ゲームオーバー                         | Mirage                       | MSX「ゴーファーの野望 エピソードII」            | ゲームオーバー                     |
| ?                                      | Above The Horizon            | MSX版「グラディウス2」                          | オープニング                       |

※追加BGM（2009/10/13〜）
| 使用場面                              | BGM・原曲              | 原曲出典                             | 原曲出典場面 |
| ------------------------------------- | ---------------------- | ------------------------------------ | ------------ |
| 2面ボス, 4面ボス(第二形態), 5面中ボス | Fighter Blood          | MSX「ゴーファーの野望 エピソードII」 | ボス戦       |
| 5面前半                               | Cosmic Heroes          | MSX「ゴーファーの野望 エピソードII」 | 9面（工場）  |
| 空中戦（※D装備＆E装備のみ）           | A Journey To The Start | MSX版「グラディウス2」               | 空中戦       |

## 更新版
本作品は2009年10月13日にアップデートされ「更新版」となった。
既に旧バージョンをダウンロード済みの場合は無償で更新版へとアップグレードすることが出来る。
更新内容は以下の通り。
- BGMの追加
- スコア調整
- 上記スコア調整による、新ランキングボードの設置
- 画面演出の強化、およびコントラストの調整等
- プレイ周回の画面表示
- ステージセレクトの調整（4〜30周の選択が可能）